# Diatomys
A Diatomys az emlősök (Mammalia) osztályának rágcsálók (Rodentia) rendjébe, ezen belül a Diatomyidae családjába tartozó fosszilis nem.

## Tudnivalók
A Diatomys-fajok Kína, Japán, Pakisztán és Thaiföld területein éltek a miocén kor elején és közepén, vagyis 22,5-11 millió évvel ezelőtt.
Az állatok testhossza körülbelül 25 centiméter lehetett.

## Rendszerezés
A nembe az alábbi 2 faj tartozik:
- †Diatomys liensis Mein & Ginsburg, 1985
- †Diatomys shantungensis Li, 1974

### Fordítás
- Ez a szócikk részben vagy egészben  a   Diatomys című angol Wikipédia-szócikk fordításán alapul.  Az eredeti cikk szerkesztőit annak laptörténete sorolja fel. Ez a jelzés csupán a megfogalmazás eredetét és a szerzői jogokat jelzi, nem szolgál a cikkben szereplő információk forrásmegjelöléseként.